# Jessico
Jessico es el sexto álbum de estudio de la banda argentina Babasónicos. El disco significó para la banda la entrada a la lista de los grupos más importantes de la Argentina, en el momento donde había ocurrido una crisis en diciembre de 2001 en el país.
Jessico está considerado como el #16 entre "los 100 mejores álbumes del rock argentino" en la lista de la revista Rolling Stone. Fue elegido también "disco del año" tanto por lectores como por periodistas de las revistas Rolling Stone, Inrokuptibles y suplemento Sí! del diario Clarín. También en la encuesta que realiza entre músicos el suplemento NO del diario Página 12, fue elegido como el "mejor de 2001". En el exterior, obtuvo el galardón de "mejor disco de rock latino" según la revista La banda Elástica de Los Ángeles, y fue nominado como "mejor álbum de rock" para los Grammy Latinos. La revista Rolling Stone elaboró un ranking (sustentado por los votos de varios músicos profesionales, críticos y periodistas) de los "50 mejores discos de rock nacional de la década del 2000", en el cual Jessico figura como primero.

## Lista de canciones
Todas las letras escritas por Adrián Dárgelos, excepto donde se indica lo contrario

| N.º | Título          | Letras | Música                                                 | Duración |  |
| 1.  | «Los Calientes» |        | Adrián Dárgelos                                        | 4:37     |  |
| 2.  | «Fizz»          |        | Dárgelos                                               | 2:48     |  |
| 3.  | «Deléctrico»    |        | Dárgelos, Diego Castellano                             | 4:18     |  |
| 4.  | «Soy Rock»      |        | Dárgelos, Mariano Roger, Diego Tuñón                   | 2:40     |  |
| 5.  | «Pendejo»       |        | Dárgelos, Gabriel Manelli, Diego Rodríguez, Castellano | 3:17     |  |
| 6.  | «El Loco»       |        | Dárgelos, Rodríguez                                    | 3:06     |  |
| 7.  | «La Fox»        |        | Dárgelos                                               | 2:22     |  |
| 8.  | «Tóxica»        | Roger  | Roger                                                  | 2:41     |  |
| 9.  | «Yoli»          |        | Dárgelos, Rodríguez, Tuñón, Manelli                    | 3:23     |  |
| 10. | «Rubí»          |        | Dárgelos, Rodríguez, Tuñón, Roger                      | 3:45     |  |
| 11. | «Camarín»       |        | Dárgelos, Manelli                                      | 5:21     |  |
| 12. | «Atomicum»      |        | Dárgelos, Rodríguez, Tuñón, Roger                      | 2:52     |  |

## Reedición 2012
- CD1 (Jessico)

| N.º | Título          | Escritor(es)                                          | Duración |  |
| 1.  | «Los Calientes» | A. Rodríguez                                          | 4:37     |  |
| 2.  | «Fizz»          | A. Rodríguez                                          | 2:48     |  |
| 3.  | «Deléctrico»    | A. Rodríguez; D. Rodríguez; D. Castellano             | 4:18     |  |
| 4.  | «Soy Rock»      | M. Domínguez; D. Rodríguez; D. Tuñón                  | 2:40     |  |
| 5.  | «Pendejo»       | D. Castellano; G. Manelli; A. Rodríguez; D. Rodríguez | 3:17     |  |
| 6.  | «El Loco»       | A. Rodríguez; D. Rodríguez                            | 3:06     |  |
| 7.  | «La Fox»        | A. Rodríguez                                          | 2:22     |  |
| 8.  | «Tóxica»        | M. Domínguez                                          | 2:41     |  |
| 9.  | «Yoli»          | G. Manelli; A. Rodríguez; D. Rodríguez; D. Tuñón      | 3:23     |  |
| 10. | «Rubí»          | M. Domínguez; A. Rodríguez; D. Rodríguez; D. Tuñón    | 3:45     |  |
| 11. | «Camarín»       | A. Rodríguez; G. Manelli                              | 5:21     |  |
| 12. | «Atomicum»      | M. Domínguez; A. Rodríguez; D. Rodríguez; D. Tuñón    | 2:52     |  |

- CD2 (Carolo)

| N.º | Título             | Escritor(es)  | Duración |  |
| 1.  | «Deeee»            | A. Rodríguez  | 04:55    |  |
| 2.  | «Su caballo»       | D. Castellano | 03:39    |  |
| 3.  | «Desimperio»       | D. Rodríguez  | 03:11    |  |
| 4.  | «Los hippies»      | M. Domínguez  | 04:36    |  |
| 5.  | «Un buen disfraz»  | M. Domínguez  | 02:59    |  |
| 6.  | «Sensacional»      | M. Domínguez  | 01:56    |  |
| 7.  | «Lajotape»         | A. Rodríguez  | 04:09    |  |
| 8.  | «Baile frotado»    | G. Manelli    | 03:05    |  |
| 9.  | «Hojarasca»        | A. Rodríguez  | 03:23    |  |
| 10. | «Aguamarina»       | A. Rodríguez  | 02:09    |  |
| 11. | «Cachetadas pares» | A. Rodríguez  | 04:13    |  |

## Personal
- Producción: Andrew Weiss.
- Coproducción: Babasónicos.
- Técnico de grabación y mezcla: Andrew Weiss y Gustavo Iglesias.
- Masterización: Howie Weinberg en Masterdisk.
- Mezclado en Bultaco y Circo Beat en mayo del 2001.
- Mezclas adicionales: Zion House O Flesh.
- Diseño Gráfico: Alejandro Ros.
- Visión: Silvia Canosa.
- Fotos: Jorge Truscello.

## Cortes de difusión
- "El loco" (2001): Primer corte de difusión. Alcanza inmediato éxito, sonando en todas las radios y canales de música locales. La canción tiene inspiración en la música tradicional india/pakistaní, sobre todo por la notable presencia del sitar. Esta canción sería versionada luego por Hilda Lizarazu en el disco Escúchame entre el ruido - 40 años de rock argentino, con la dirección musical de Lito Vitale en el año 2006
- "Rubí" (2001): Se produjeron dos videos distintos para la canción. Cada uno, aunque no lo mostrase explícitamente, presentaba respectivamente un chico y una chica masturbándose. Ambos videos fueron censurados debido a la temática.
- "Deléctrico" (2002): Una canción con muchos componentes de la música electrónica. En el libro Arrogante Rock: Conversaciones con Babasónicos, se menciona el espontáneo origen de la letra y la melodía.
- "Los calientes" (2002): Otro de los cortes exitosos y de aceptación popular. La canción presenta un estilo de rock con sonidos electrónicos y un estribillo melódico. El videoclip fue filmado en el Parque de la Ciudad, en Buenos Aires.
- "Fizz" (2002): La producción musical está inspirada en ritmos acústicos y psicodélicos. El video, acorde a la temática de la canción, muestra una fiesta nocturna.

## Remixes
Babasónicos luego de Jessico editó dos álbumes remix, Jessico Dancemix y Jessico Megamix.

## Jessico Dancemix
Jessico Dancemix es el segundo álbum remix de la banda argentina Babasónicos, que incluye varios remixes de las canciones "Los Calientes" y "Deléctrico", de su álbum Jessico.

## Lista de canciones
| N.º   | Título                                                    | Duración |  |
| 1.    | «Los Calientes (Swing Ya-Mix por Diego Ro-k)»             | 5:10     |  |
| 2.    | «Delectrico (Chill out mix por Román)»                    | 6:04     |  |
| 3.    | «Los calientes (El amor Mi Amor Mix por Dr.Trincado)»     | 8:06     |  |
| 4.    | «Delectrico (Remix por Claudio Ferrante)»                 | 5:42     |  |
| 5.    | «Delectrico (Vlaktron Elastic Mix por Deep Fried Chiken)» | 6:26     |  |
| 6.    | «Los Calientes (Rmx por Romina Cohn)»                     | 5:23     |  |
| 7.    | «Los Calientes (Beach Store Mix por Dr.Trincado)»         | 5:31     |  |
| 43:23 |                                                           |          |  |

## Jessico Megamix
Jessico Megamix es el tercer álbum remix de la banda argentina Babasónicos, que reúne los remixes de su álbum de estudio Jessico. El álbum está compuesto por trece temas y fue editado en 2002. Entre los remixes se destacan artistas como El Otro Yo, Daniel Melero, Leonel Castillo (Boeing), Altocamet, Romina Cohn y L. Camorra.

## Lista de canciones
| N.º     | Título                                         | Duración |  |
| 1.      | «Los calientes - Afiebrado Remix (El Otro Yo)» | 3:48     |  |
| 2.      | «Fizz - Boeing Remix (Leonel Castillo)»        | 3:48     |  |
| 3.      | «Pendejo - Compumarcha 2000 (Capri)»           | 4:45     |  |
| 4.      | «Yoli - Richard Saporita Mix»                  | 4:21     |  |
| 5.      | «Soy Rock - Soy Dub»                           | 3:16     |  |
| 6.      | «La Fox - Funghi Mix»                          | 7:22     |  |
| 7.      | «Tóxica -Princesa Pro Qu Mica»                 | 3:01     |  |
| 8.      | «Camarín - Groove On»                          | 5:28     |  |
| 9.      | «Atomicum - d´N´b Mix»                         | 6:45     |  |
| 10.     | «Pendejo - Romina Cohn Mix»                    | 5:14     |  |
| 11.     | «El Loco - Gastón Mix»                         | 3:39     |  |
| 12.     | «Camarín - Camet Freak Mix»                    | 6:17     |  |
| 13.     | «Fizz (Daniel Melero)»                         | 4:11     |  |
| 1:03:23 |                                                |          |  |

## Jessico Carolo
Carolo es un compilado de canciones descartadas del disco Jessico, hecho por el grupo argentino Babasónicos, lanzado el 9 de agosto de 2012. El disco fue lanzado como álbum doble en uno de los cuales se incluía a Jessico.

## Detalles del álbum
Jessico fue lanzado el 25 de julio de 2001, en medio de una de las crisis socioeconómicas más duras que haya golpeado a la Argentina y, particularmente, a la industria discográfica. El álbum batió récords de ventas y difusión y marcó un punto de inflexión definitivo en el posicionamiento local y la posterior proyección internacional de la banda. Fue votado "Disco del año" en la encuesta del Suplemento Sí! del Diario Clarín y posicionado como uno de los "100 mejores discos del rock argentino" según Rolling Stone. Recibió además una nominación a los Premios Grammy Latinos como "Mejor disco de rock". Al cumplirse 10 años del lanzamiento de dicho álbum, Babasónicos decidió reeditar Jessico acompañándolo de un segundo disco que contuviera las canciones que habían quedado fuera del lanzamiento original en un disco de descartes. Carolo contó con la producción de Gustavo Iglesias y de la banda. Fue grabado en abril y mayo de 2001 y mezclado en 2005 y remezclado 2012. La banda tomó la misma dirección en 2016 con Inflame, un disco compuesto enteramente de canciones descartadas de Infame, de 2003.

## Lista de canciones
| N.º | Título             | Escritor(es)                | Duración |  |
| 1.  | «Deeee»            | A. Rodríguez                | 04:55    |  |
| 2.  | «Su Caballo»       | A. Rodríguez                | 03:39    |  |
| 3.  | «Desimperio»       | A. Rodríguez                | 03:11    |  |
| 4.  | «Los Hippies»      | A. Rodríguez                | 04:36    |  |
| 5.  | «Un Buen Disfraz»  | A. Rodríguez                | 02:59    |  |
| 6.  | «Sensacional»      | M. Domínguez                | 01:56    |  |
| 7.  | «Lajotape»         | A. Rodríguez                | 04:09    |  |
| 8.  | «Baile Frotado»    | A. Rodríguez                | 03:05    |  |
| 9.  | «Hojarasca»        | A. Rodríguez                | 03:23    |  |
| 10. | «Aguamarina»       | A. Rodríguez, D. Castellano | 02:09    |  |
| 11. | «Cachetadas Pares» | A. Rodríguez                | 04:13    |  |

## Sencillos
- "Los Hippies" (2012)
- "Desimperio" (2013)